# Kirsten Johnson

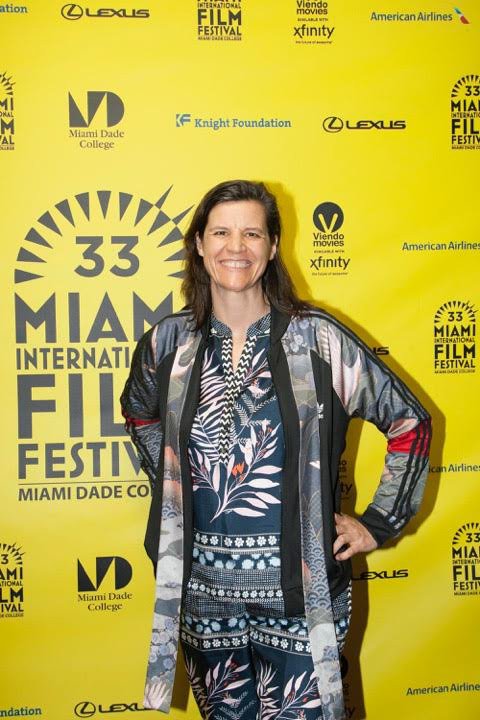
Kirsten Johnson

Kirsten Boyd Johnson (* 12. Oktober 1965 in Seattle, Washington) ist eine US-amerikanische Kamerafrau und Filmproduzentin, die zunehmend auch als Filmregisseurin und Drehbuchautorin von Dokumentarfilmen arbeitet.

## Leben
Die 1965 in Seattle, Washington geborene Kirsten Johnson studierte an der Brown University und schloss 1987 ihr Studium mit einem Bachelor of Fine Arts ab. Später studierte sie an der La fémis in Paris. 
Der Dokumentarkurzfilm Asylum aus dem Jahr 2003, mit Johnson hinter der Kamera, wurde für einen Oscar nominiert. Für den Film The Invisible War, der ebenfalls für einen Oscar nominiert war, fungierte sie als Kamerafrau, ebenso für Citizenfour, der mit einem Oscar ausgezeichnet wurde. Im Januar 2016 stellte sie beim Sundance Film Festival ihren Dokumentarfilm Cameraperson vor, bei dem sie auch Regie führte. Auch bei dem Dokumentarfilm Dick Johnson Is Dead, den sie im Januar 2020 beim Sundance Film Festival vorstellte, führte sie Regie. 
Im Jahr 2016 wurde Johnson ein Mitglied der Academy of Motion Picture Arts and Sciences.

## Filmografie (Auswahl)
- 1999: Innocent Until Proven Guilty (TV-Doku)
- 2003: Asylum (Dokumentarkurzfilm)
- 2004: Deadline (Dokumentarfilm, auch Regie)
- 2004: Wide Angle (Dokuserie, eine Folge)
- 2007: Darfur Now (Dokumentarfilm)
- 2010: The Oath (Dokumentarfilm)
- 2012: The Invisible War (Dokumentarfilm)
- 2014: Citizenfour (Dokumentarfilm, auch Produktion)
- 2016: Cameraperson (Dokumentarfilm, auch Regie und Produktion)
- 2020: Dick Johnson Is Dead (Dokumentarfilm, nur Regie und Drehbuch)
- 2021: Als wir Tyrannen waren (When We Were Bullies, Dokumentar-Kurzfilm)

## Auszeichnungen (Auswahl)
Camerimage
- 2010: Nominierung für den Goldenen Frosch im Dokumentarfilmwettbewerb (The Oath)
- 2016: Nominierung für den Goldenen Frosch im Dokumentarfilmwettbewerb (Cameraperson)

Sundance Film Festival
- 2004: Nominierung für den Grand Jury Prize Documentary (Deadline)
- 2010: Auszeichnung mit dem Cinematography Award Documentary (The Oath)
- 2020: Auszeichnung mit dem U.S. Documentary Special Jury Award for Innovation in Non-fiction Storytelling (Dick Johnson Is Dead)
- 2020: Nominierung für den Grand Jury Prize Documentary (Dick Johnson Is Dead)

Zurich Film Festival
- 2016: Nominierung als Bester internationaler Dokumentarfilm für das Goldene Auge (Cameraperson)